# Чхеидзе, Нато
Нато Чхеидзе (ნატო ჩხეიძე,) — грузинская бизнесвумен и политик, депутат парламента трёх созывов (1999—2004, 2016-2020, с 2020).
Родилась в Гори 1 июня 1960 года, дочь писателя Отара Чхеидзе. Выросла в деревне Келькцеули. После окончания средней школы работала в библиотеке Государственной книжной палаты Грузии, затем поступила в Тбилисский медицинский институт на лечебный факультет. Прошла ординатуру в анатомической лаборатории Тбилисской поликлиники (1984-1986).
С 1986 по 1994 год работала врачом в Первом Клиническом госпитале. В 1994-1999 годах ассистент в Тбилисском медицинском институте.
В начале 1990-х гг. вступила в партию Аслана Абашидзе «Союз грузинских традиционалистов», позже преобразованную в «Демократический союз за возрождение». В 1999 году по партийному списку была избрана в парламент.
Она и её муж бизнесмен Заза Окуашвили (владелец компании Omega Group) победили на парламентских выборах 2003 года, но результаты были аннулированы во время Революции Роз. Её депутатские полномочия истекли 22 апреля 2022 года.
Новый президент Михаил Саакашвили объявил о начале борьбы с коррупцией. В феврале 2004 года Генеральная прокуратура начала расследование деятельности компании Omega Group, обвинив её в нелегальном импорте сигарет.
После сложения депутатских полномочий Нато Чхеидзе до 2016 года работала в фирме мужа, в которой ей принадлежала 30-процентная доля.
Перед парламентскими выборами 2016 года вступила в Альянс патриотов Грузии, в которой стала одним из главных спонсоров. Получив третье место в партийном списке, была избрана депутатом, вице-председателем фракции и вице-председателем Комитета по юридическим вопросам. В 2016—2018 годах член Конституционной комиссии, в результате работы которой Грузия стала парламентской республикой.
Вышла из АПГ 18 сентября 2018 года, продолжая работу в парламенте как независимый депутат.
В 2019 году вступила в партию «Государство для народа», которая перед парламентскими выборами 2020 года вошла в состав коалиции «Сила в единстве». В её электоральном списке получила невысокое 13-е место, но в итоге оно оказалось проходным.
С 31 марта 2021 по май 2022 и с 12 декабря 2022 года вице-председатель фракции блока «Сила в единстве». Вышла из фракции 17 мая 2023 года.